# Bogdan Vodă
Bogdan Voda là một xã thuộc hạt Maramureș, România. Dân số thời điểm năm 2002 là 3436 người.